# Paperback Writer
«Paperback Writer» (с англ. — «Бульварный писатель») — песня Джона Леннона и Пола Маккартни, записанная и выпущенная на одноимённой «сорокапятке» The Beatles в 1966 году. Ни в один из регулярных альбомов «Битлз» эта песня не вошла. Летом того же года две недели находилась на первой строчке американского и британского хит-парадов. На песню был снят профессиональный цветной видеоклип. Также «Битлз» имитировали исполнение песни для телепередач «Шоу Эда Салливана» (США) и Thank Your Lucky Stars (Великобритания). Исполнялась на концертах группы в 1966 году. Включена в сборники A Collection of Beatles Oldies (вышедший в Великобритании в 1966 году), Hey Jude, 20 Greatest Hits (английское издание), Past Masters. Исполнялась группами Bee Gees и Sweet на раннем этапе их творчества. Из музыкальных особенностей песни можно отметить акапельный рефрен, который контрастно сменяется характерным гитарным риффом.
Британский журнал New Musical Express включил данную композицию в свой список «500 величайших песен всех времён», разместив её в нём на 264-й позиции.

## Участники записи
Состав участников согласно Иэну Макдональду:
- Пол Маккартни — ведущий вокал, соло-гитара, бас-гитара
- Джон Леннон — бэк-вокал, тамбурин
- Джордж Харрисон — бэк-вокал, ритм-гитара
- Ринго Старр — ударные